# Glock 20
La Glock 20 è una pistola semiautomatica prodotta dall'austriaca Glock.
Questo modello è specifico per camerare la cartuccia 10 mm Auto, munizione molto potente, utilizzata sempre meno per via del rinculo difficilmente gestibile, se non dai tiratori più esperti.  Più grande della Glock 17, ha le medesime dimensioni della Glock 21, specifica full size calibro .45 ACP.